# Revigliasco d'Asti
Revigliasco d'Asti est une commune de la province d'Asti dans le Piémont en Italie.

## Culture
- Fête de la Sainte Anne le 26 juillet organisé par le Comité des fêtes de Revigliasco.

## Administration
| Période                                  | Période  | Identité          | Étiquette    | Qualité |
| ---------------------------------------- | -------- | ----------------- | ------------ | ------- |
| 25 mai 2014                              | En cours | Giuseppe CONTORNO | lista civica |         |
| Les données manquantes sont à compléter. |          |                   |              |         |

### Hameaux
Salairolo, Manina, Bricco Novara, Castelletto Mongogno

### Communes limitrophes
Antignano, Asti, Celle Enomondo, Isola d'Asti

### Jumelages
- Garons (France) depuis 2000

## Évolution démographique
Habitants recensés